# Västra Svarttjärnen, Närke
Västra Svarttjärnen är en sjö i Örebro kommun i Närke och ingår i Göta älvs huvudavrinningsområde. Sjöns area är 0,019 kvadratkilometer och den befinner sig 213 meter över havet.